# Michel Beligond
 (février 2020).
Michel Beligond est un artiste et dessinateur automobile français né à Deuil-la-Barre le 25 juillet 1926 et mort à Feucherolles le 9 juin 1973.
Il est connu pour ses nombreuses affiches promotionnelles des 24 heures du Mans et quelques Grand Prix de F1 (celui de France 1965 à Rouen notamment), en outre il imaginera dès 1968 les courbes de la future Alpine, remplaçante de la berlinette, l'A310.
Détaché du centre de style de la régie Renault de Rueil-Malmaison et épaulé par Yves Legal jeune designer récemment embauché à Dieppe ils travailleront ensemble jusqu'à sa mort.
Malgré une sclérose en plaques qui va progressivement le paralyser, Michel Beligond continuera à guider le jeune designer Dieppois.
De son dessin original tout en rondeurs (version 4 cylindres), Yves Legal va le faire évoluer vers des lignes tendues et plus acérées (restylage de 1976 notamment avec l’arrivée du V6 PRV).